# MC Solaar

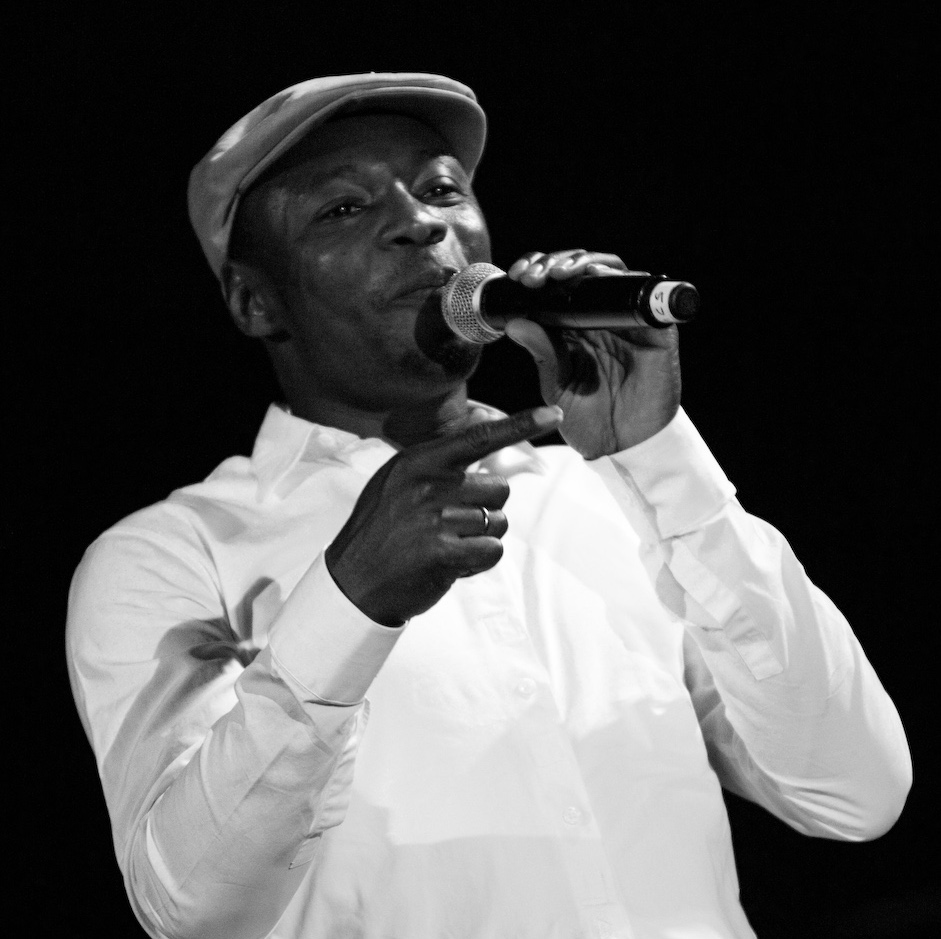
MC Solaar (2009)

MC Solaar (* 5. März 1969 in Dakar, Senegal; bürgerlich Claude M’Barali) ist ein französischer Rapper.

## Biografie
Als er sechs Monate alt war, emigrierten seine Eltern, die ursprünglich aus dem Tschad stammen, vom Senegal nach Frankreich in den Pariser Vorort Villeneuve-Saint-Georges. 1990 veröffentlichte er seine Debütsingle Bouge de là, die in Frankreich ein außergewöhnlicher Erfolg war und auf Anhieb Platin holte. 1991 erschien sein erstes Album Qui sème le vent, récolte le tempo, 1994 das Album Prose combat samt den Titeln Nouveau Western (mit einem Sample aus Bonnie and Clyde von Serge Gainsbourg), La concubine de l’hémoglobine und Dévotion. Weltweite Aufmerksamkeit erhielt er durch seine Zusammenarbeit mit der Rapperin Missy Elliott im Lied All N My Grill. Weitere Bekanntheit außerhalb Frankreichs verschaffte MC Solaar seine Mitarbeit bei Gurus Jazzmatazz. Außerdem wurde sein Lied La Belle et le Bad Boy sowohl in der Fernsehserie Sex and the City als auch in True Blood benutzt.
MC Solaar war einer der ersten, die französischen Hip-Hop in weiteren Kreisen der Bevölkerung Frankreichs populär gemacht haben, da seine Texte ausgefeilter und weit weniger gewaltverherrlichend waren als bei anderen französischen Hip-Hop-Künstlern.
MC Solaar war Mitglied der Jury der Internationalen Filmfestspiele von Cannes 1998. Er ist zudem regelmäßiger Teilnehmer bei dem jährlichen Wohltätigkeitskonzert der Enfoirés.
Am 7. Dezember 2003 hat er seine Lebensgefährtin Chloé Bensemoun in Chantilly, nördlich von Paris, geheiratet.
Nach über zehn Jahren ging MC Solaar im Jahr 2018 wieder mit seinem neuen Album Géopoétique auf Tour im französischsprachigen Raum.

## Diskografie

### Alben
| Jahr | Titel                             | Höchstplatzierung, Gesamtwochen, AuszeichnungChartplatzierungen (Jahr, Titel, Platzierungen, Wochen, Auszeichnungen, Anmerkungen) | Höchstplatzierung, Gesamtwochen, AuszeichnungChartplatzierungen (Jahr, Titel, Platzierungen, Wochen, Auszeichnungen, Anmerkungen) | Höchstplatzierung, Gesamtwochen, AuszeichnungChartplatzierungen (Jahr, Titel, Platzierungen, Wochen, Auszeichnungen, Anmerkungen) | Höchstplatzierung, Gesamtwochen, AuszeichnungChartplatzierungen (Jahr, Titel, Platzierungen, Wochen, Auszeichnungen, Anmerkungen) | Höchstplatzierung, Gesamtwochen, AuszeichnungChartplatzierungen (Jahr, Titel, Platzierungen, Wochen, Auszeichnungen, Anmerkungen) | Anmerkungen                                                                              |
| Jahr | Titel                             | FR | BEW | DE | AT | CH | Anmerkungen                                                                              |
| ---- | --------------------------------- | --- | --- | --- | --- | --- | ---------------------------------------------------------------------------------------- |
| 1991 | Qui sème le vent récolte le tempo | FR— PlatinFR | BEW6 (… Wo.)BEW | — | — | CH37 Gold · (3 Wo.)CH | Erstveröffentlichung: 15. Oktober 1991 Charteinstiege erst 2021                          |
| 1994 | Prose combat                      | FR— ×2DoppelplatinFR | BEW— GoldBEW | DE81 (4 Wo.)DE | AT28 (3 Wo.)AT | CH12 Gold · (17 Wo.)CH | Erstveröffentlichung: 9. Februar 1994 in Belgien sind erst ab 1995 Chartdaten verfügbar  |
| 1997 | Paradisiaque                      | FR1 Platin · (48 Wo.)FR | BEW6 Gold · (45 Wo.)BEW | DE96 (1 Wo.)DE | — | CH8 Gold · (14 Wo.)CH | Erstveröffentlichung: 17. Juni 1997                                                      |
| 1998 | MC Solaar                         | FR9 (10 Wo.)FR | BEW14 (10 Wo.)BEW | — | — | CH19 (10 Wo.)CH | Erstveröffentlichung: 21. Juli 1998                                                      |
| 1998 | Le tour de la question            | FR8 ×2Doppelgold · (17 Wo.)FR | BEW19 (22 Wo.)BEW | — | — | — | Erstveröffentlichung: 27. Oktober 1998 Live-Doppelalbum                                  |
| 2001 | Cinquième as                      | FR2 ×2Doppelplatin · (85 Wo.)FR                                                                                                   | BEW2 Gold · (37 Wo.)BEW | DE98 (1 Wo.)DE | — | CH5 Gold · (37 Wo.)CH | Erstveröffentlichung: 13. März 2001                                                      |
| 2003 | Mach 6                            | FR2 Platin · (36 Wo.)FR | BEW12 (22 Wo.)BEW | — | — | — | Erstveröffentlichung: 1. Dezember 2003                                                   |
| 2007 | Chapitre 7                        | FR5 Gold · (33 Wo.)FR | BEW6 (38 Wo.)BEW | — | — | — | Erstveröffentlichung: 18. Juni 2007                                                      |
| 2017 | Géopoétique                       | FR2 Platin · (60 Wo.)FR | BEW3 (64 Wo.)BEW | — | — | CH14 (8 Wo.)CH | Erstveröffentlichung: 3. November 2017                                                   |
| 2021 | Paradisiaque / MC Solaar          | FR69 (3 Wo.)FR | BEW188 (1 Wo.)BEW | — | — | — | Erstveröffentlichung: 3. Dezember 2021 Wiederveröffentlichung beider Alben als Doppel-CD |
| 2024 | Triptyque: Lueurs célestes        | FR7 (11 Wo.)FR | BEW11 (11 Wo.)BEW | — | — | — | Erstveröffentlichung: 15. März 2024                                                      |
| 2024 | Triptyque: Éclats cosmiques       | FR33 (4 Wo.)FR | BEW33 (2 Wo.)BEW | — | — | — | Erstveröffentlichung: 5. Juli 2024                                                       |
| 2024 | Triptyque: Ballade astrale        | FR76 (… Wo.)FR | BEW132 (… Wo.)BEW | — | — | — | Erstveröffentlichung: 6. Dezember 2024                                                   |

grau schraffiert: keine Chartdaten aus diesem Jahr verfügbar
Weitere Alben
- 2010: Magnum 567

### Singles
| Jahr | Titel Album                                          | Höchstplatzierung, Gesamtwochen, AuszeichnungChartplatzierungen (Jahr, Titel, Album, Platzierungen, Wochen, Auszeichnungen, Anmerkungen) | Höchstplatzierung, Gesamtwochen, AuszeichnungChartplatzierungen (Jahr, Titel, Album, Platzierungen, Wochen, Auszeichnungen, Anmerkungen) | Höchstplatzierung, Gesamtwochen, AuszeichnungChartplatzierungen (Jahr, Titel, Album, Platzierungen, Wochen, Auszeichnungen, Anmerkungen) | Anmerkungen                             |
| Jahr | Titel Album                                          | FR | BEW | CH | Anmerkungen                             |
| ---- | ---------------------------------------------------- | --- | --- | --- | --------------------------------------- |
| 1991 | Bouge de là Qui sème le vent récolte le tempo        | FR22 (14 Wo.)FR | — | — |                                         |
| 1991 | Victime de la mode Qui sème le vent récolte le tempo | FR32 (7 Wo.)FR | — | — |                                         |
| 1992 | Caroline Qui sème le vent récolte le tempo           | FR4 (29 Wo.)FR | BEW31 (8 Wo.)BEW | — | Charteinstieg in BEW erst 1999          |
| 1992 | Qui sème le vent récolte le tempo                    | FR39 (4 Wo.)FR | — | — |                                         |
| 1993 | Nouveau western Prose Combat                         | FR4 (19 Wo.)FR | — | — |                                         |
| 1994 | Séquelles Prose Combat                               | FR19 (14 Wo.)FR | — | — |                                         |
| 1994 | Obsolète Prose Combat                                | FR29 (18 Wo.)FR | — | — |                                         |
| 1995 | La concubine de l’hémoglobine Prose Combat           | FR42 (2 Wo.)FR | — | — |                                         |
| 1997 | Gangster moderne Paradisiaque                        | FR31 (6 Wo.)FR | BEW25 (10 Wo.)BEW | — |                                         |
| 1997 | Les temps changent Paradisiaque                      | FR13 (19 Wo.)FR | BEW26 (12 Wo.)BEW | — |                                         |
| 1998 | Paradisiaque                                         | FR41 (14 Wo.)FR | BEW28 (4 Wo.)BEW | — |                                         |
| 1998 | Galaktika Cinquième as                               | FR64 (8 Wo.)FR | — | — |                                         |
| 2001 | Solaar pleure Cinquième as                           | FR4 Gold · (25 Wo.)FR | BEW2 Gold · (19 Wo.)BEW | CH22 (22 Wo.)CH |                                         |
| 2001 | Hasta la vista Cinquième as                          | FR1 Gold · (27 Wo.)FR | BEW5 (17 Wo.)BEW | CH23 (14 Wo.)CH |                                         |
| 2001 | RMI Cinquième as                                     | FR22 (13 Wo.)FR | — | — |                                         |
| 2002 | La la la, la Cinquième as                            | FR39 (9 Wo.)FR | — | — |                                         |
| 2002 | Inch’ Allah Inch’ Allah EP                           | FR1 Gold · (23 Wo.)FR | BEW16 (7 Wo.)BEW | CH13 (14 Wo.)CH |                                         |
| 2004 | Hijo de Africa Mach 6                                | FR32 (11 Wo.)FR | — | — |                                         |
| 2004 | Au pays de Gandhi Mach 6                             | FR37 (17 Wo.)FR | — | — |                                         |
| 2007 | Clic clic Chapitre 7                                 | FR19 (22 Wo.)FR | — | — |                                         |
| 2008 | Le rabbi muffin –                                    | FR20 (28 Wo.)FR | BEW1 (27 Wo.)BEW | — |                                         |
| 2017 | Sonotone Géopoétique                                 | FR46 Gold · (12 Wo.)FR | BEW46 (2 Wo.)BEW | — | Erstveröffentlichung: 1. September 2017 |
| 2018 | Eksassaute Géopoétique                               | — | BEW40 (8 Wo.)BEW | — |                                         |
| 2018 | Aiwa Géopoétique                                     | — | BEW33 (11 Wo.)BEW | — |                                         |

grau schraffiert: keine Chartdaten aus diesem Jahr verfügbar

### Gastbeiträge
| Jahr | Titel Album       | Höchstplatzierung, Gesamtwochen, AuszeichnungChartplatzierungen (Jahr, Titel, Album, Platzierungen, Wochen, Auszeichnungen, Anmerkungen) | Höchstplatzierung, Gesamtwochen, AuszeichnungChartplatzierungen (Jahr, Titel, Album, Platzierungen, Wochen, Auszeichnungen, Anmerkungen) | Höchstplatzierung, Gesamtwochen, AuszeichnungChartplatzierungen (Jahr, Titel, Album, Platzierungen, Wochen, Auszeichnungen, Anmerkungen) | Höchstplatzierung, Gesamtwochen, AuszeichnungChartplatzierungen (Jahr, Titel, Album, Platzierungen, Wochen, Auszeichnungen, Anmerkungen) | Anmerkungen                                 |
| Jahr | Titel Album       | FR | BEW | DE | CH | Anmerkungen                                 |
| ---- | ----------------- | --- | --- | --- | --- | ------------------------------------------- |
| 1993 | Le bien, le mal – | FR33 (5 Wo.)FR | — | — | — | Guru feat. MC Solaar                        |
| 1995 | Listen –          | FR29 (10 Wo.)FR | — | — | — | Urban Species feat. MC Solaar               |
| 1999 | All N My Grill –  | FR16 Gold · (27 Wo.)FR | BEW9 (17 Wo.)BEW | DE22 (12 Wo.)DE | CH23 (11 Wo.)CH | Missy Elliott feat. Nicole Wray & MC Solaar |

grau schraffiert: keine Chartdaten aus diesem Jahr verfügbar